# Drogen
Drogen es una localidad situada en el municipio de Schmölln del distrito de Altenburger Land, en el estado federado de Turingia Turingia (Alemania), a una altitud de 265 metros. Es una pequeña aldea de unos setenta habitantes.
Junto con la vecina localidad de Mohlis, Drogen era hasta el 1 de enero de 2019 sede de un municipio que en sus últimos años contaba con una población de algo más de cien habitantes. Desde entonces ambas localidades son pedanías de Schmölln.
Aunque no está claro el origen del topónimo local, en alemán el nombre del pueblo significa literalmente "drogas". Esto ha provocado que las señales de entrada al pueblo hayan sido objeto en varias ocasiones del acto vandálico conocido como "robo de señales de tráfico", habiendo tenido que ser sustituidas por otras nuevas en varias ocasiones.